# Chelec
Chelec (hebr. חלץ; oficjalna pisownia w ang. Heletz) – moszaw położony w Samorządzie Regionu Chof Aszkelon, w Dystrykcie Południowym, w Izraelu.

## Położenie
Leży w północno-zachodniej części pustyni Negew, w pobliżu miasta Aszkelon.

## Historia
Moszaw został założony w 1949 przez imigrantów z Jemenu.

## Gospodarka
Gospodarka moszawu opiera się na intensywnym rolnictwie.